# Chrysobothris storkani
Chrysobothris storkani (лат.) — вид жуков-златок рода Chrysobothris из подсемейства Buprestinae. Длина тела взрослых насекомых (имаго) 14—19 мм, ширина 5—7 мм. Основная окраска медно-коричневая сверху, снизу с бронзовым отливом. Бёдра ног без пучка волосков на внутреннем крае. У самцов третий членик антенн вытянутый. Эдеагус самцов со слегка суженной апикальной прологацией парамер. Пигидиум самок с латеральными краями параллельными от основания к округлённым задним углам и с медианным срединным зубцом без выемки по бокам. Обитают в Северной Америке (Мексика). Вид был впервые описан в 1940 году.